# Jimmy Woo (Marvel)
Jimmy Woo (Woo Yen Jet) is een fictief geheim agent die voorkomt in de Amerikaanse stripboeken uitgegeven door Marvel Comics. Het Chinees-Amerikaanse personage verscheen voor het eerst in Yellow Claw #1 uitgebracht in oktober 1956 door Atlas Comics, de voorganger van Marvel in de jaren '50. 
Hij is een terugkerend personage in het Marvel Cinematic Universe (MCU), waarin hij wordt vertolkt door Randall Park. Woo verschijnt in de film Ant-Man and the Wasp (2018) en de Disney+-serie WandaVision (2021). 

## Biografie van het karakter
James Woo is een Aziatisch-Amerikaanse FBI-agent die is aangesteld om de Chinese schurk Mandarin - bekend als de Golden Claw - te onderzoeken en op te pakken.

## In andere media

### Marvel Cinematic Universe
Sinds 2018 verscheen Jimmy Woo in het Marvel Cinematic Universe waarin hij wordt vertolkt door Randall Park.
Woo werkte in het verleden voor de veiligheidsdienst S.H.I.E.L.D., maar nadat deze organisatie geïnfiltreerd bleek te zijn door agenten van de terroristische organisatie HYDRA ging Woo werken voor de FBI. Woo werd overgeplaatst naar de FBI-divisie in San Francisco en kreeg hier de opdracht om toezicht te houden op het huisarrest van Scott Lang, vanwege de illegale deelname aan de strijd tegen het Sokovia-akkoord. Ook maakten Woo en zijn afdeling jacht op Hank Pym en Hope van Dyne die medeplichtig zijn aan de acties van Lang. Nadat de termijn van Langs huisarrest erop zat, namen Woo en Lang afscheid.
Een maand na de gebeurtenis The Blip kreeg Woo de opdracht om onderzoek te doen aan de WestView-zaak in New Jersey, vanwege enkele vermiste personen. Eenmaal bij de stad aangekomen kwam Woo erachter dat er een onverklaarbaar krachtveld om het dorp heen zat. Hiervoor schakelde hij de hulp in van organisatie S.W.O.R.D. en kwam agent Monica Rambeau hem assisteren. Vervolgens deden Woo en Darcy Lewis enkele onderzoeken naar de onverklaarbare gebeurtenissen in en rondom WestView om te onderzoeken wat er aan de hand is. Nadat het krachtveld is verdwenen handelt Jimmy samen met de FBI de zaken af in WestView. Jimmy Woo is onder andere te zien in de volgende film en serie:
- Ant-Man and the Wasp (2018)[4]
- WandaVision (2021)[5]
- Ant-Man and the Wasp: Quantumania (2023)
- The Marvels (2023)

### Televisieseries
- Jimmy Woo is te zien in de animatieserie The Avengers: Earth's Mightiest Heroes (2010), zijn stem is ingesproken door Nolan North.[6]

### Videospellen
- Jimmy Woo komt voor in Marvel Heroes (2013), met de stem van James Sie.[7]
- Jimmy Woo komt voor in Marvel's Avengers (2020), met de stem van Aleks Le.